# Radir Pereira
Radir Pereira de Araújo (Currais Novos, 5 de abril de 1919 — Natal, 7 de junho de 2000) foi um político brasileiro, filiado ao Partido da Social Democracia Brasileira (PSDB). No Rio Grande do Norte serviu como deputado estadual, 22.º vice-governador de 1983 a 1986 e, posteriormente, o 46.º governador entre 1986 e 1987. 

## Biografia
Filho de Aproniano Pereira de Araújo e de Maria Augusta Pereira, era primo em primeiro em primeiro grau do ex-governador Cortez Pereira. Iniciou sua carreira política, ao ser eleito vereador, em sua cidade natal. Filiando-se ao PTB, no pleito de 1958, foi eleito deputado estadual. Em 1962, foi reeleito deputado estadual.
Após a deposição do presidente João Goulart, a extinção do multipartidarismo, e a instalação do bipartidarismo, filiou-se à ARENA, partido de sustentação ao regime militar. Em cuja legenda, foi eleito, mais uma vez, deputado estadual, em 1966. Em 1971, encerrou o mandato de deputado estadual.
Nas eleições de 1978, candidatou-se ao cargo de Senador da República pelo MDB, mas foi derrotado por Jessé Freire da ARENA.
Com o fim do bipartidarismo, filiou-se ao PDS. No pleito de 1982, foi eleito vice-governador, na chapa encabeçada por José Agripino Maia. Em 1985, filiou-se ao PFL, e apoiou Tancredo Neves. 
Em 1986, ascendeu ao governo, após a renúncia de José Agripino para o senado. Concluiu o mandato de José Agripino Maia até 1987, quando foi sucedido por Geraldo Melo.
Em 1988, pediu desfiliação do PFL. Radir se filiou ao PSDB.
Em 1994, apoiou Fernando Henrique Cardoso na sucessão de Itamar Franco.
Em 2000, faleceu em Natal. O presidente Fernando Henrique Cardoso decretou 3 dias de luto. O caso repercutiu, em toda imprensa.